# 沈万三水底墓
沈万三水底墓是江苏省昆山市周庄镇的一处景点，为元末明初富商沈万三的水下墓葬，位于镇北银子浜底。
湖州南浔人沈万三（1306—1394年）在元末明初迁居平江路长洲县东蔡村（今江苏昆山周庄镇东垞）经商致巨富，富可敌国，又开辟周庄市镇。明初洪武年间助筑南京都城三分之一，洪武六年（1373年）欲犒军而触怒明太祖朱元璋而被流放至云南大理，1393年在贵州死后福泉山修道时去世。弘治11年(1498年)其五世孙沈延礼（又名沈安）率子沈博及女沈琼莲将沈万三遗骨从福泉山迁葬江苏周庄银子浜底，名水底墓。